# Кукля, Зигмунт
Зигмунт Кукля (пол. Zygmunt Kukla; 21 января 1948 года, Ныса — 18 мая 2016 года, Мелец) — польский футболист, вратарь.

## Клубная карьера
С 1966 по 1981 год выступал за польский клуб «Сталь», где провёл 340 матчей. А с 1976 по 1980 год выступал за национальную сборную Польши.
В 1981 году перешёл в греческий футбольный клуб «Аполлон Смирнис», за который играл до 1983 года, проведя 65 матчей..

## Выступления за сборную
В 1976 году дебютировал в официальных матчах в составе национальной сборной Польши. В течение карьеры в национальной команде, которая длилась 4 года, провел в форме главной команды страны 20 матчей.
В составе сборной был участником чемпионата мира 1978 года в Аргентине.

## Жизнь после окончания карьеры игрока
По возвращении в Польшу после выступлений за рубежом, Кукля не стал продолжать футбольную карьеру и отклонил предложение родного клуба стать тренером. Вместо этого он стал рабочим на авиационном заводе в Мельци. В 1986 году получил тяжёлую производственную травму — перелом ноги в результате аварии с автопогрузчиком, что грозило ампутацией. Провёл два года на лечении, ампутации удалось избежать. После этого получил пенсию по инвалидности. В возрасте 50 лет у него был диагностирован рак горла, однако после операции и курсов лучевой терапии болезнь отступила.
Зигмунт Кукля скончался 18 мая 2016 года в возрасте 68 лет.

## Достижения
- Чемпион Польши: 1973, 1976